# NASA Institute for Advanced Concepts

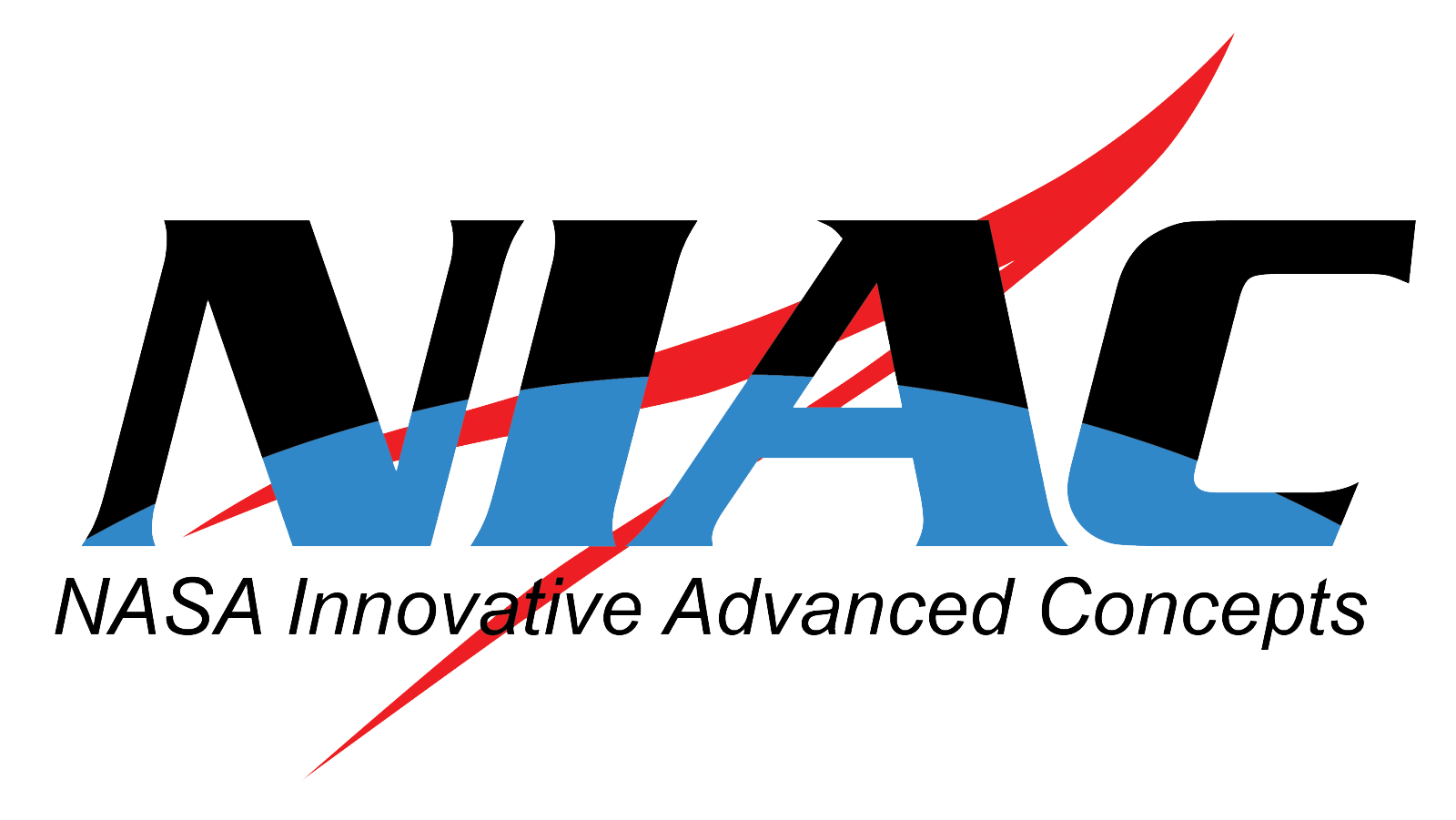
Logo NIAC

NASA Institute for Advanced Concepts (NIAC) – były program finansowany przez NASA i prowadzony przez Universities Space Research Association (USRA) od 1998 r., aż do jego zamknięcia w dniu 31 sierpnia 2007 r. Celem programu było poszukiwanie i opracowywanie rewolucyjnych koncepcji z dziedzin aeronautyki i kosmonautyki, które mogłyby mieć znaczący wpływ na sposób przygotowywania i przeprowadzania przez NASA przyszłych misji.
W czasie trwania programu NIAC poszukiwano propozycji zaawansowanych koncepcji, które miały być oparte na podstawach naukowych i być osiągalne w okresie 10–40 lat. Od lutego 1998 r., NIAC otrzymał w sumie 1309 wniosków, wskutek czego przyznał 126 stypendiów pierwszego stopnia i 42 drugiego stopnia o łącznej wartości 27,3 mln dolarów.
W dniu 2 lipca 2007 r. ogłoszono, że NASA – w obliczu ograniczeń finansowych ze strony Wizji Eksploracji Kosmosu – podjęła decyzję o zakończeniu projektu NIAC. Ostatecznie 31 sierpnia 2007 r. program NIAC przestał istnieć.
1 marca 2011 r. NASA ogłosiła, że nowy NIAC zostanie przywrócony i będzie ukierunkowany na podobne cele.

## Badania finansowane przez NIAC
- Bionanomaszyny do zastosowań kosmicznych – Constantinos Mavroidis
- System wykonania i wykorzystania jaskiń i podpowierzchniowych konstrukcji do zakolonizowania Marsa i prowadzenia badań naukowych (Caves of Mars Project) – Penelope J. Boston
- Księżycowa winda kosmiczna – Jerome Pearson[4]
- Żagiel magnetyczny – Robert Zubrin
- Mini-magnetosferyczny napęd plazmowy – Robert M. Winglee
- Misja New Worlds – Dr. Webster Cash
- Winda kosmiczna – Dr. Bradley C. Edwards
- Mars Entomopter – Anthony Colozza i Robert Michelson